# Dohma
Dohma är en kommun och ort i Landkreis Sächsische Schweiz-Osterzgebirge i förbundslandet Sachsen i Tyskland. Kommunen har cirka 2 000 invånare.
Kommunen ingår i förvaltningsområdet Pirna tillsammans med staden Pirna.